# Lac de Molveno
Le lac de Molveno est un lac du Trentin-Haut-Adige situé sur le territoire de la commune de Molveno. À l’ouest, se dresse le massif de Brenta (Campanile Basso, Croz dell’Altissimo, Sfulmini, Cima Tosa, Crozzon di Benta) et au sud-est le massif du Monte Gazza et de la Paganella.

## Géographie

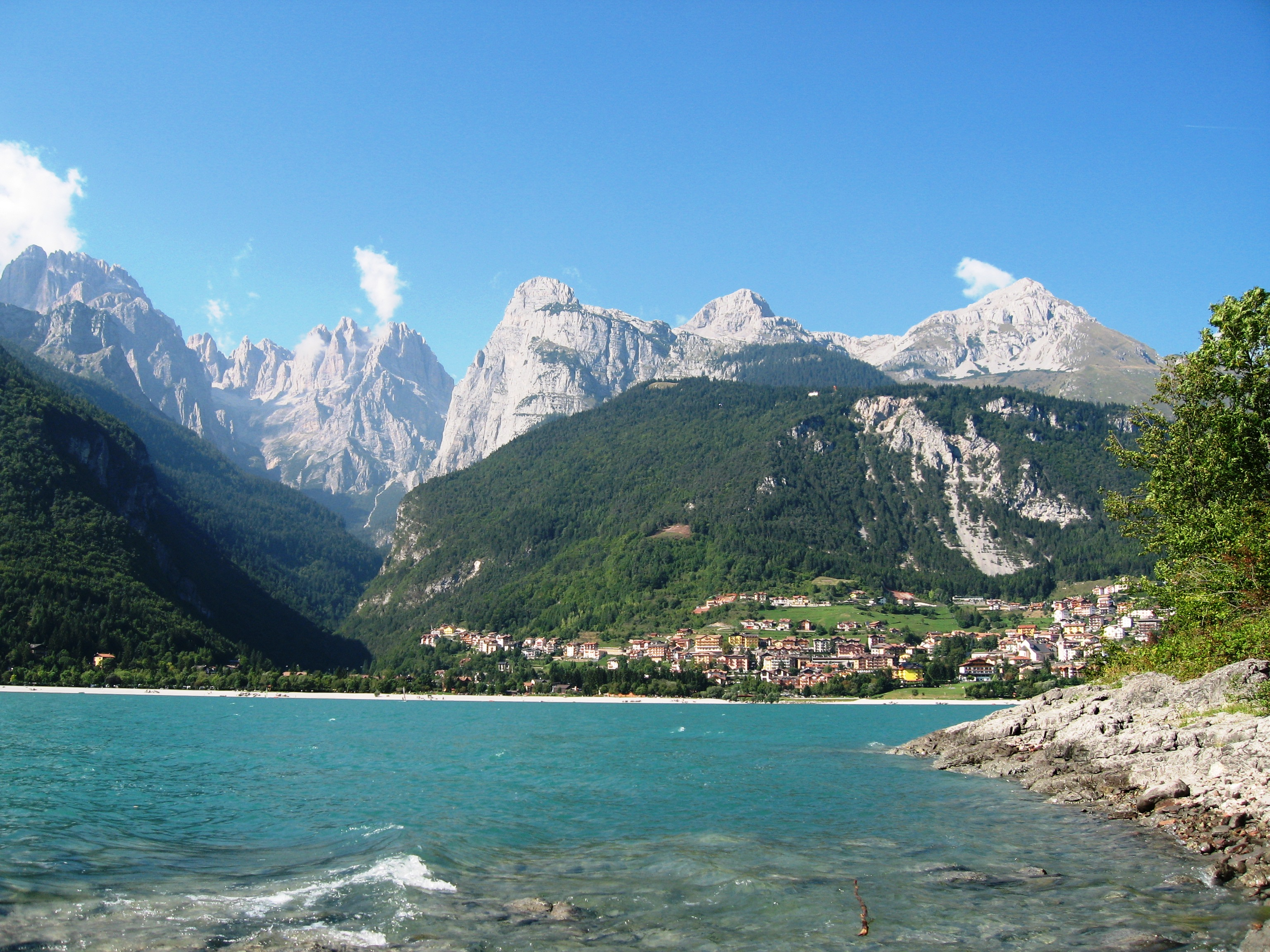
Le village de Molveno, au pied du massif de Brenta, vu depuis les rives du lac éponyme.

La « perle précieuse dans le coffre au trésor le plus précieux », comme l'a défini le poète et écrivain  Antonio Fogazzaro, est un lac alpin d'origine naturelle formé il y a environ 4 000 ans à la suite d'un imposant glissement de terrain.
De 2011 à 2018, Legambiente et TCI lui ont décerné les labels de qualité environnementale « 5 voiles » et le « plus beau lac d'Italie » depuis 2014 pour la qualité de l'eau, de la plage, des services et de la sécurité.
C'est le deuxième plus grand lac du Trentin-Haut-Adige, après le lac de Caldonazzo, parmi ceux situés entièrement à l'intérieur des frontières de la région.
Sur le versant nord, où se trouve la ville de Molveno, s'étend des prairies et des plages, comme le « Lido di Molveno », très fréquenté par de nombreux touristes en été.
Une branche nord du lac de Molveno, insérée entre les pentes de la Paganella et du massif de Brenta, est appelée « lac de Bior ». Les eaux du rio Lambin s'y déversent.
Autour du lac, il y a plusieurs forts napoléoniens et au « pont Napoléon », une cascade déverse de l'eau directement dans le lac.

## Histoire
Depuis 1957, les eaux du lac alimentent la centrale hydroélectrique du lac de Santa Massenza. Les travaux de construction des conduites d’eau servant à acheminer les eaux des rivières Sarca et des bassins du lac de Gênes jusqu’au lac, ainsi que les travaux hydrauliques connexes d’écoulement vers l’usine installée au fond du bassin ont modifié l’équilibre naturel du lac, dont les eaux peuvent être utilisées plus ou moins selon les besoins de l'installation électrique en aval. Le lac, bien que d'origine naturelle incontestée, peut donc être défini comme un bassin artificiel. L'eau acheminée dans le lac influe sur la température du bassin, qui est légèrement inférieure à celle d'autres lacs alpins situés à des altitudes similaires. Les turbines Kaplan produisent de l’électricité pour une puissance maximale de 13 MW.
Environ tous les 10 ans, le réservoir est presque entièrement vidé pour permettre la maintenance de la centrale hydroélectrique de Nembia, c’est-à-dire des ouvrages hydrauliques et du tunnel de déchargement. Cela implique des inquiétudes de la part des pêcheurs pour la survie de l'omble dans le lac.

## Galerie

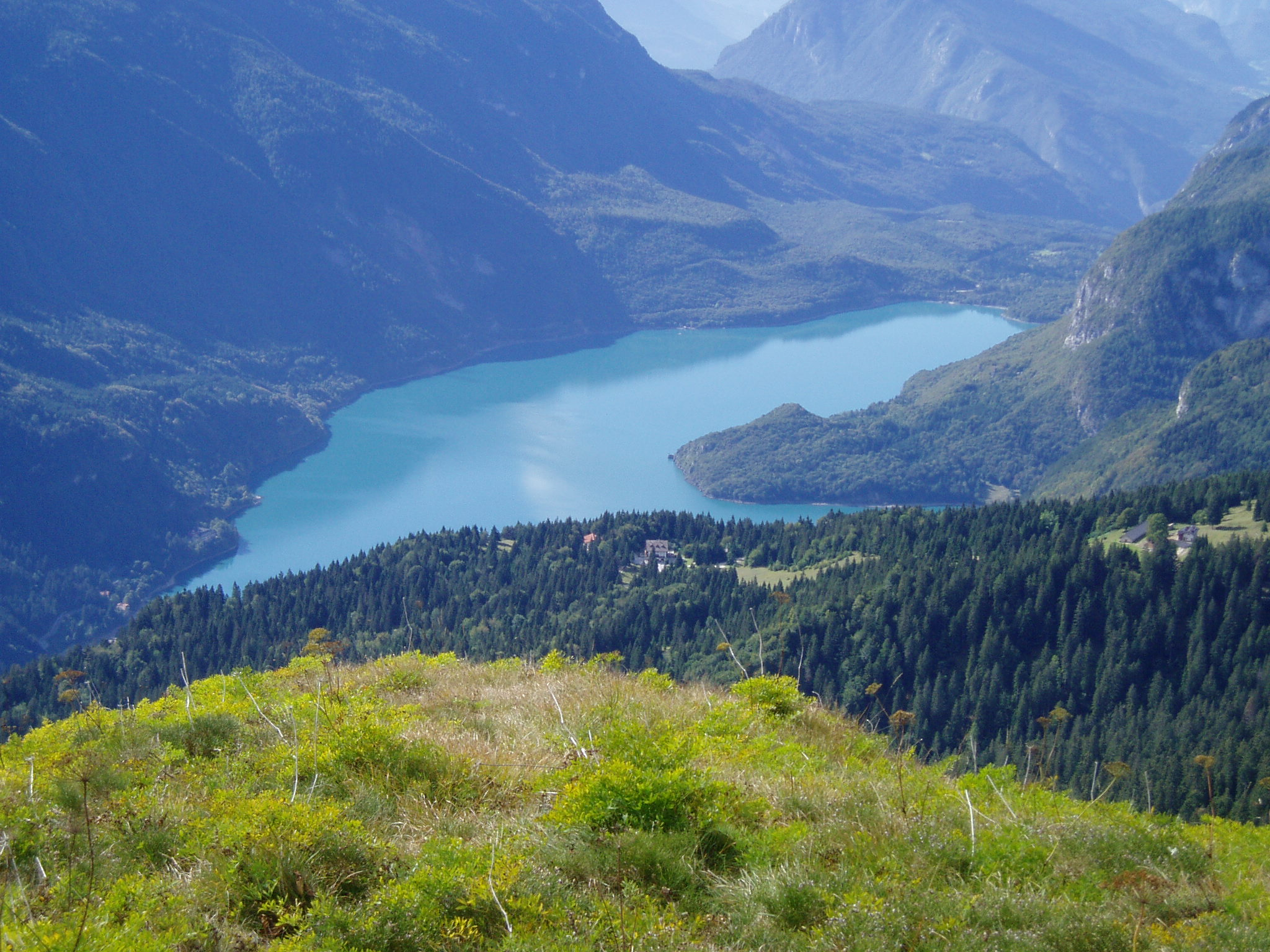
Le lac de Molveno vu du massif de Brenta.
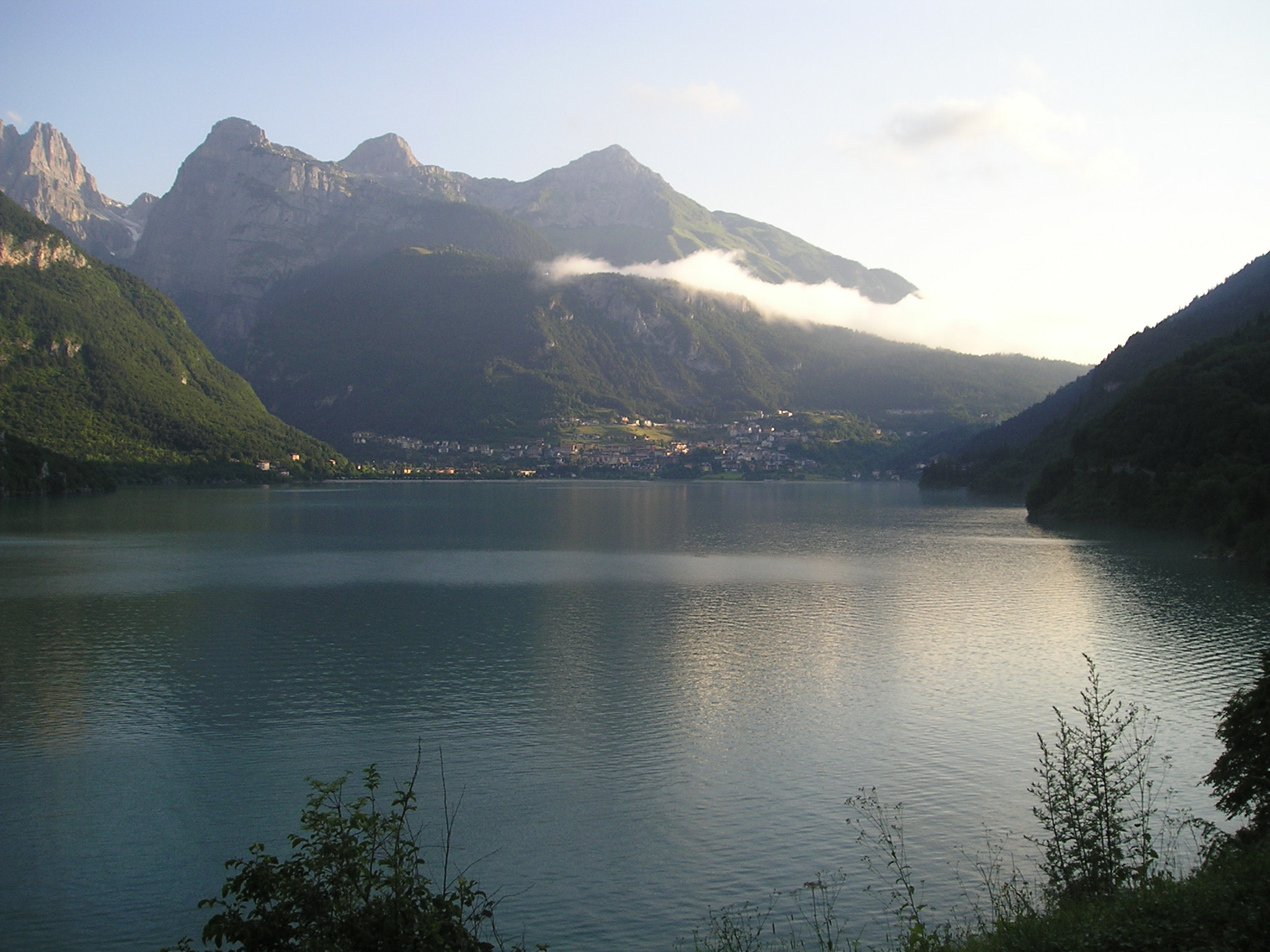
Le lac de Molveno avec le village homonyme.
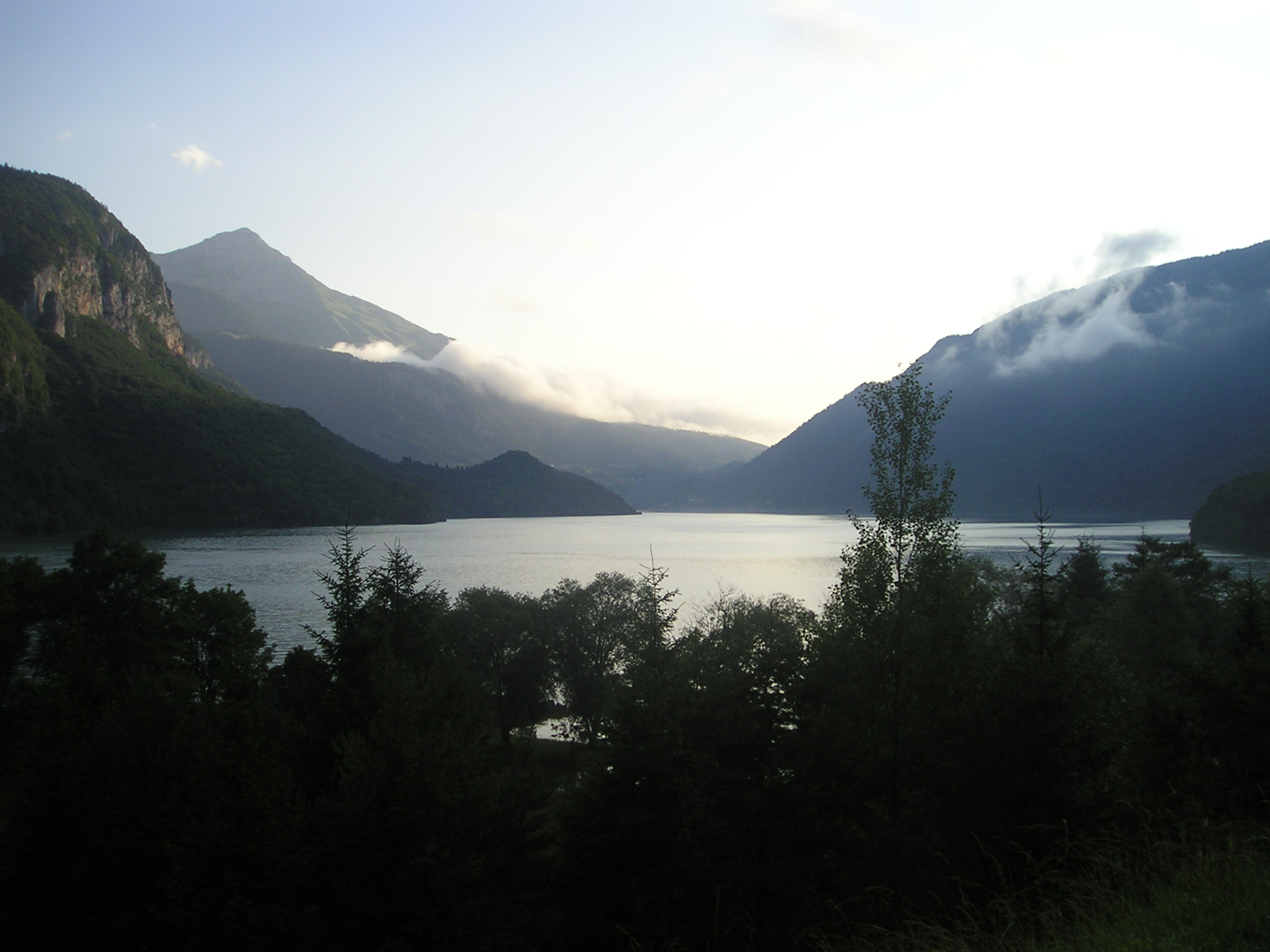
Le lac de Molveno vu depuis la commune de San Lorenzo in Banale.
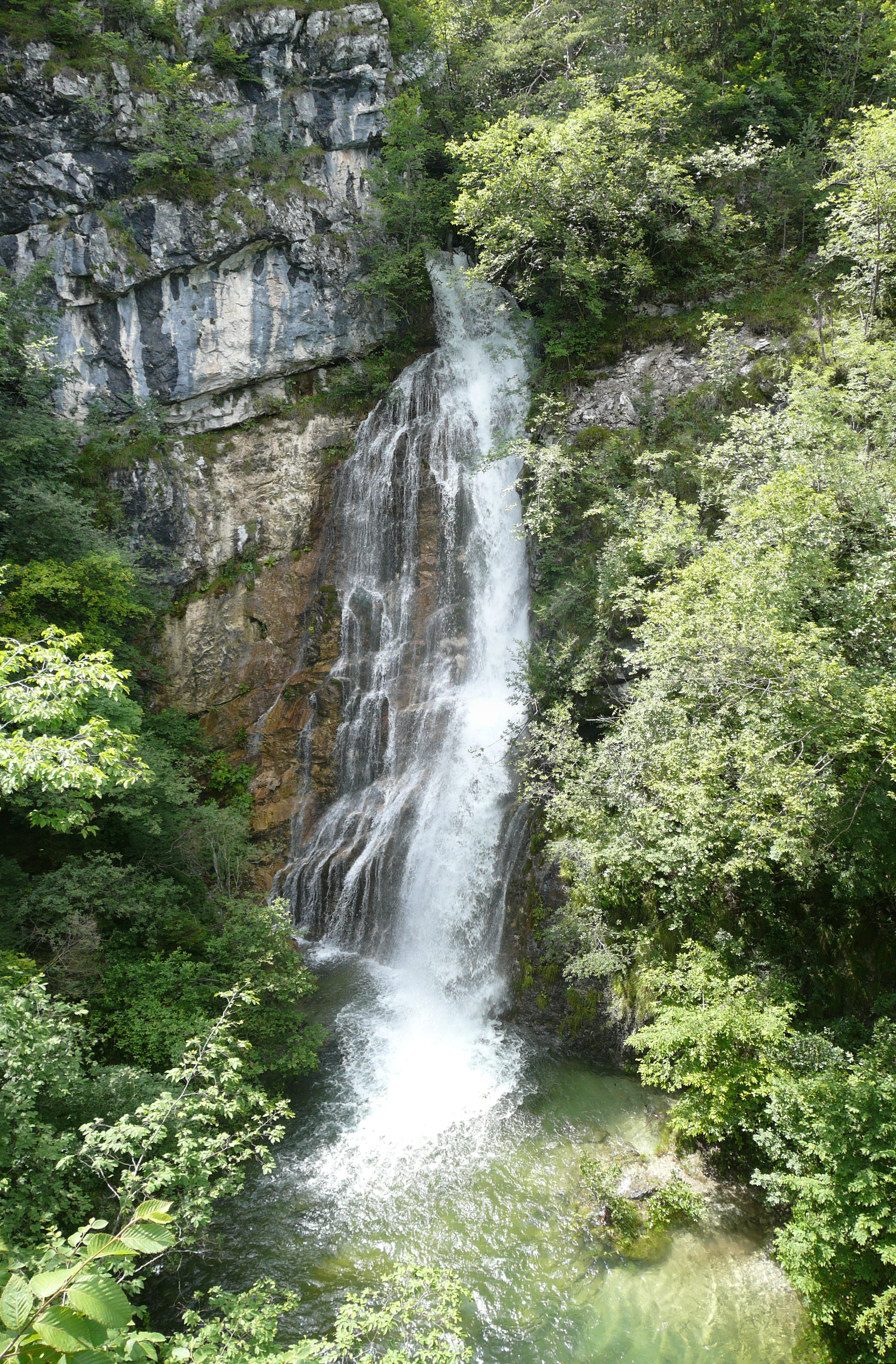
Chute d'eau à proximité du pont Napoléon.
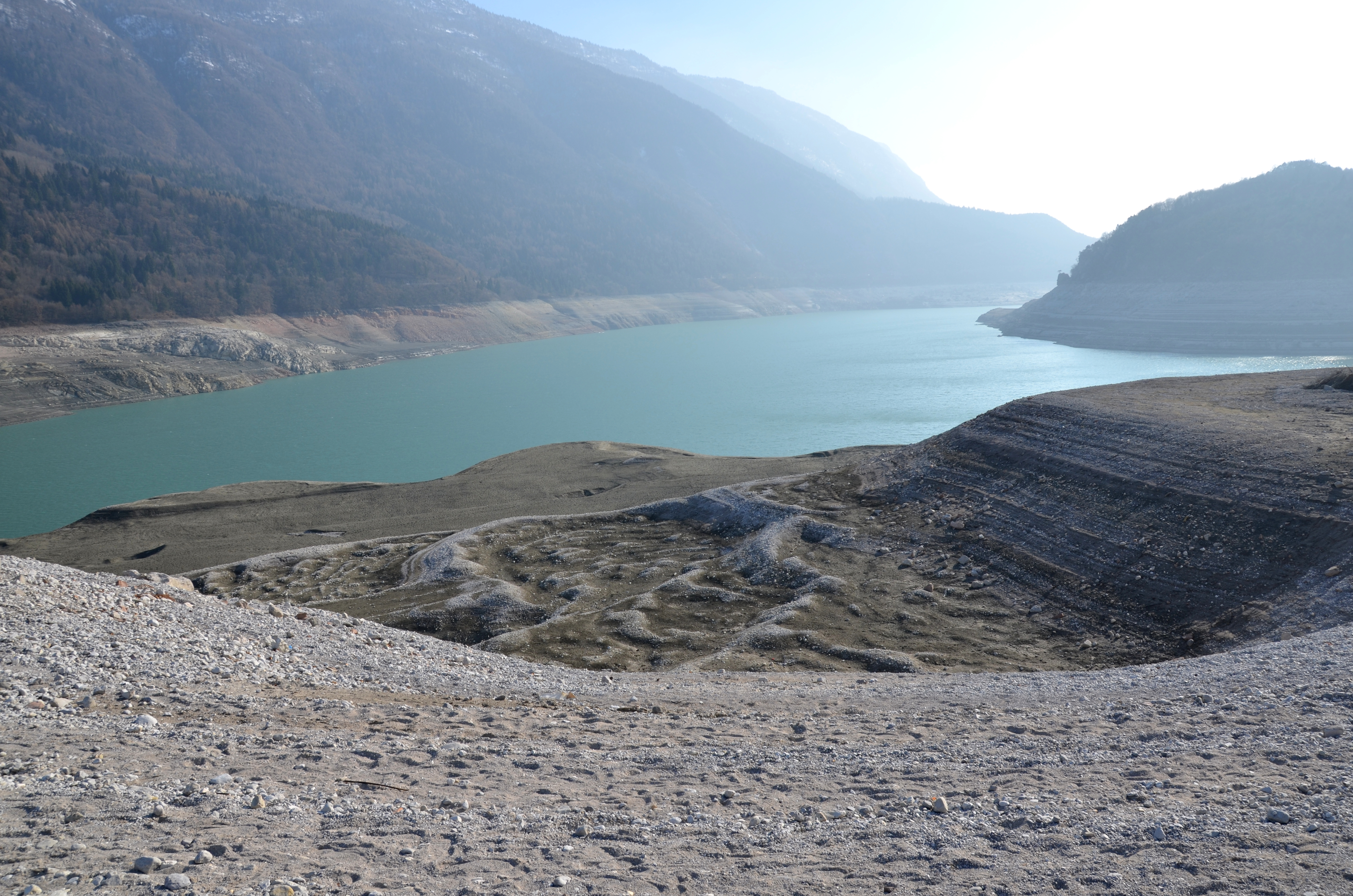
Le lac de Molveno lors de la vidange partielle en 2017.